# Raissa Soltamuradowna Achmatowa
Raissa Soltamuradowna Achmatowa (russisch Раиса Солтамурадовна Ахматова; * 30. Dezember 1928 in Grosny; † 29. Januar 1992 ebenda) war eine sowjetische bzw. russische Dichterin tschetschenischer Herkunft.

## Leben
Achmatowa aus einer Arbeiterfamilie besuchte die Pädagogik-Schule Grosny mit Abschluss 1943. Als im Deutschen Angriffskrieg gegen die Sowjetunion auf Befehl Stalins im Februar und März 1944 die Tschetschenen und Inguschen deportiert wurden, kam Achmatowa nach Kasachstan, wo sie ab 1946 als Lehrerin arbeitete.
Ab 1956 arbeitete Achmatowa als Journalistin. Sie absolvierte 1958 in Moskau die Höheren Literatur-Kurse des Maxim-Gorki-Literaturinstituts.
Achmatowas viele Bücher wurden immer wieder neu aufgelegt und in die Sprachen der Völker der UdSSR, ins Hindi, Englische, Französische, Polnische und Deutsche übersetzt. Erstmals in der tschetschenischen Literatur nahmen ihre Heldinnen aktiv am gesellschaftlichen Leben teil. In ihrem Zyklus Das Kostbarste ging es um die Heimat, den Frieden und die Freundschaft. Als einzige Frau wurde sie 1977 als Volksdichterin Tschetscheno-Inguschetiens geehrt.
Achmatowa war Vorsitzende des Schriftsteller-Verbands  Tschetscheno-Inguschetiens (1961–1983), Vorsitzende des Obersten Sowjets Tschetscheno-Inguschetiens (1963–1985), Abgeordnete im XXII. Kongress der KPdSU und Teilnehmerin am Weltkongress für allgemeine Abrüstung und Frieden. Viele Jahre lang war sie Mitglied des sowjetischen Komitees für Verteidigung des Friedens. In ihren letzten Jahren leitete sie die  Tschetscheno-Inguschetien-Abteilung der Sowjetischen Kultur-Stiftung.
Achmatowas Archiv mit ihren Texten ging vermutlich im Ersten Tschetschenienkrieg verloren.
Eine Porträt-Skulptur Achmatowas hatte der Bildhauer iwan Bekitschew 1972 angefertigt.
Achmatowa und Lula Schumalajewa wurden 2012 als Vertreterinnen der tschetschenischen Poesie in die Anthologie der Weltfrauenpoesie aufgenommen.

## Ehrungen, Preise
- Volksdichterin Tschetscheno-Inguschetiens (1977)
- Orden der Völkerfreundschaft (1979)
- Ehrenzeichen der Sowjetunion
- Medaillen